# Йогататтва-упанишада
«Йогата́ттва-упаниша́да» (IAST: Yogatattva upaniṣad) — текст на санскрите, одна из Упанишад. Ассоциируется с «Кришна Яджур-ведой» и принадлежит к канону муктика. Это одна из малых по объёму Упанишад этого канона. Описывает практику йоги и перечисляет упасарги (трудности, препятствия), которые йогин должен преодолеть в процессе практики йоги. «Йогататтва-упанишада» также является одним из ранних источников, содержащих тантрические идеи в отношении чакр.